# Megachile intermixta
Megachile intermixta is een vliesvleugelig insect uit de familie Megachilidae. De wetenschappelijke naam van de soort is voor het eerst geldig gepubliceerd in 1869 door Gerstäcker.